# AEG G.IV
L'AEG G.IV, designazione aziendale GZ4, era un bombardiere bimotore biplano realizzato dall'azienda tedesco imperiale Allgemeine Elektrizitäts-Gesellschaft (AEG) negli anni dieci del XX secolo.
Utilizzato dalla Luftstreitkräfte, l'aeronautica militare tedesco imperiale, durante la prima guerra mondiale, il G.IV fu quello costruito in maggior numero tra i G-Typ prodotti dall'AEG.

## Storia del progetto
Durante le prime fasi della prima guerra mondiale, nell'ambito della ricerca al fine migliorare prestazioni e capacità operative dei mezzi aerei, la AEG decise di avviare uno sviluppo del bombardiere AEG G.III. Il nuovo modello, al quale l'Idflieg assegnò la designazione G.IV in quanto quarto progetto relativo alla classe di velivoli G-Typ sviluppati dall'AEG, era finalizzato ad operazioni di bombardamento tattico e riproponeva l'impostazione del suo predecessore, bimotore biplano con fusoliera metallica ad abitacoli aperti e carrello fisso, introducendo alcune variazioni strutturali, come l'innalzamento della postazione difensiva posteriore, ed incorporando alcune nuove tecnologie, un'apparecchiatura radio ricetrasmittente e, per agevolare l'equipaggio costretto ad affrontare le rigide temperature in quota, giubbotti riscaldati da resistenze elettriche.
Il prototipo, portato in volo per la prima volta nei tardi anni 1916, venne proposto alla commissione esaminatrice dell'Idflieg che esprimendosi favorevolmente chiese di avviare il modello alla produzione in serie.

## Impiego operativo

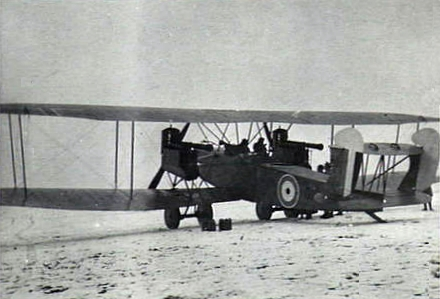
Un AEG G.IVk catturato dalle truppe britanniche, identificabile grazie alle coccarde RAF, fotografato presso Bickendorf, 1919.

L'AEG G.IV entrò in servizio nei reparti di bombardamento della Luftstreitkräfte (Kampfgeschwader) nel tardo 1916 e, a causa del suo relativamente limitato raggio d'azione, principalmente utilizzato come bombardiere tattico in missioni su obiettivi vicini alla linea del fronte, principalmente contro concentrazioni di truppe nelle retrovie o supporto diretto sul campo di battaglia.
l'AEG G.IV fece la sua apparizione nel febbraio del 1917 in Macedonia, sul fronte balcanico con il Kampfgeschwader 1 (KG 1).
Nei mesi successivi fu progressivamente introdotto nei Kampfgeschwader e nelle Staffeln autonome a diretto supporto delle armate terrestri:
Il KG 1 con la 18. Armee (18ª Armata), il Kampfgeschwader 3 (KG 3) con la 4. Armee, il Kampfgeschwader 4 (KG 4) con la 18. Armee, il Kampfgeschwader 5 (KG 5) con la 17. Armee e il Kampfgeschwader 7 (KG 7) con la 2ª Staffeln autonoma, operando in missioni sia diurne che notturne sui territori di Francia, Regno di Romania, Grecia e Regno d'Italia.
Col proseguire del conflitto il modello fu assegnato alle sole operazioni di bombardamento notturno, molte di queste considerate di disturbo, senza obiettivi specifici, ma con l'intenzione di interrompere l'attività nemica di notte e solo occasionalmente causando qualche danno collaterale.
Pur trasportando un carico bellico di 400 kg in bombe da caduta, l'AEG G.IV, a differenza degli equipaggi dei pesanti bombardieri Gotha costretti a faticare per mantenerli in quota, era apprezzato per la facilità con cui riusciva a mantenere la linea di volo. Alcuni degli equipaggi del Kampfgeschwader 4 assegnati ai G.IV sono noti per avere effettuato, in una sola notte, fino a sette missioni sul fronte italiano. Una di queste, della quale fu protagonista l'Hauptmann Hermann Köhl, riuscì ad attaccare i capannoni della stazione di Padova.
L'AEG G.IV fu prodotto fino al 1917. Alla data dell'armistizio, 11 novembre 1918, ne restavano ancora in servizio 50 esemplari.

## Versioni
AEG G.IV
versione principale da bombardamento tattico.
AEG G.IVb
versione dalla incrementata capacità di carico di bombe, normalmente fino a 1 000 kg ed eccezionalmente fino a 1 500 kg, caratterizzato da un'ala dalla maggiore apertura portata dai 18 m originali ai 24 m.
AEG G.IVk
versione da attacco al suolo caratterizzata da pesanti corazzature sul naso, coda biplana con doppio timone di direzione ed equipaggiata con una coppia cannoncini automatici Becker Type M2 calibro 20 mm. Furono costruiti cinque AEG G.IVk che non videro comunque mai il servizio operativo.

## Utilizzatori
Germania
- Luftstreitkräfte

## Esemplari attualmente esistenti

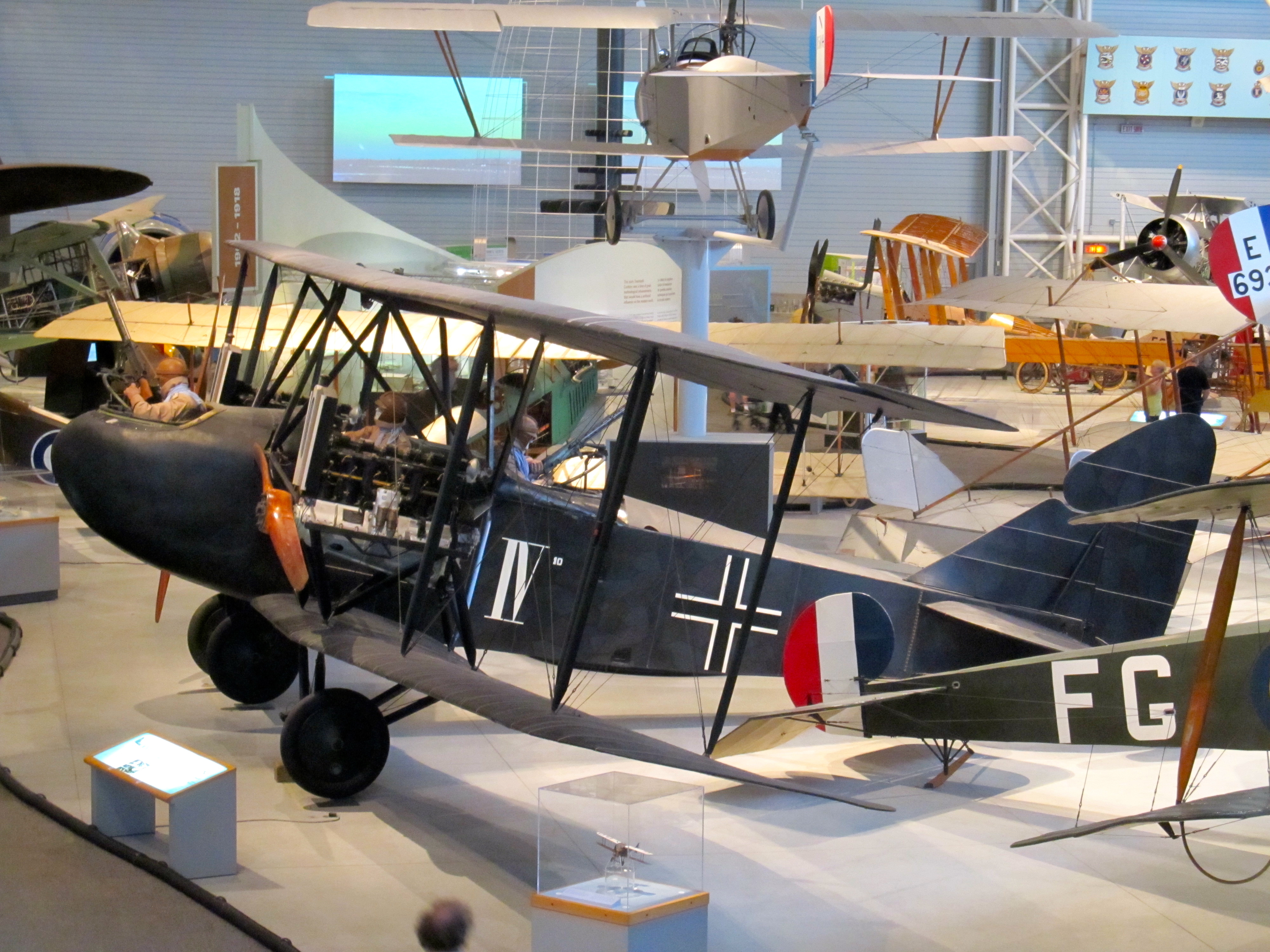
Il G.IV esposto al Canada Aviation and Space Museum.

L'unico esemplare di G.IV arrivato ai nostri giorni è quello conservato in Canada presso il Canada Aviation and Space Museum di Ottawa, esposto al pubblico nella struttura ricavata all'interno dell'aeroporto di Ottawa-Rockcliffe. La particolarità del velivolo non è solo quella di essere l'unico G.IV sopravvissuto al conflitto ma anche di essere l'unico bimotore tedesco sopravvissuto tra tutti i modelli utilizzati durante la prima guerra mondiale.